# Gerbillus gleadowi
Gerbillus gleadowi — вид гризунів, що зустрічається переважно в Пакистані та північно-західній Індії.
Населяють сухі, піщані та кам'янисті місцевості з рідкісною рослинністю на висотах 750–800 метрів. Їх нори часто закриті піском. У нічний час вони харчуються насінням, корінням, горіхами, травами та комахами.
Розмножуються протягом року. Вагітність у них триває 20–22 дні, в середньому виводок складається з чотирьох або п’яти голих дитинчат. Молодняк відкриває очі на 16-20 день, а через місяць їх відлучають батьки.